# Joachim von Ribbentrop
Ulrich Friedrich Wilhelm Joachim Ribbentrop, dal 1925 von Ribbentrop (Wesel, 30 aprile 1893 – Norimberga, 16 ottobre 1946), è stato un politico, diplomatico e criminale di guerra tedesco, ministro degli esteri della Germania nazista dal 1938 al 1945, principalmente noto per il successo ottenuto con la firma del patto Molotov-Ribbentrop. Venne condannato a morte nel processo di Norimberga per crimini di guerra.

## Biografia

### Gioventù e prime esperienze politiche
Ulrich Friedrich Wilhelm Joachim Ribbentrop nacque il 30 aprile 1893, figlio di Richard Ribbentrop, ufficiale dell'esercito, e di Sophie Hertwig, figlia di un possidente terriero. La sua gioventù risultò quanto meno singolare per un adolescente dell'epoca. Discendente di una famiglia che vantava al suo interno molti militari, lo spinsero a intraprendere una carriera militare ma egli all'età di soli 16 anni decise di abbandonare gli studi per recarsi in Nord America , inseguendo il desiderio di perfezionarsi nelle lingue straniere. Nel 1910 approdò a New York dove intraprese con scarso successo una carriera di giornalista. Dopo pochi mesi si trasferì in Canada, dove grazie al denaro della madre riuscì a inserirsi nella buona borghesia canadese, e in breve riuscì a fondare un'azienda che importava champagne dalla Francia, attività che si rivelò di discreto successo. Allo scoppio della prima guerra mondiale nel 1914, Ribbentrop decise di ritornare in Germania e di arruolarsi nell'esercito, ma la nave su cui era a bordo nella traversata dal Canada venne catturata nell'Oceano Atlantico dai britannici. Ribbentrop si nascose in un deposito di carbone e, scampato il pericolo, giunse in patria e si arruolò nel 12º reggimento, combattendo sia sul fronte orientale sia su quello occidentale . Riuscì a conquistarsi la 2ª classe della Croce di Ferro, uno dei massimi riconoscimenti militari dell'Impero tedesco .
La sua prima vera esperienza diplomatica fu a Versailles dove lavorò come componente della commissione tedesca, incaricata di trattare le clausole della pace . Lavorò come venditore di Sekt (vino spumante) fino a quando si sposò con Anna Elisabeth Henkell ("Annelies" per gli amici), figlia di un ricco produttore di Sekt, che lo rese economicamente indipendente. Lui e Annelies ebbero cinque figli . Nel 1925, sua zia Gertrud von Ribbentrop lo adottò e così Joachim poté aggiungere "von" al suo cognome, divenendo così "Von Ribbentrop" .

### Carriera politica nella Germania nazista

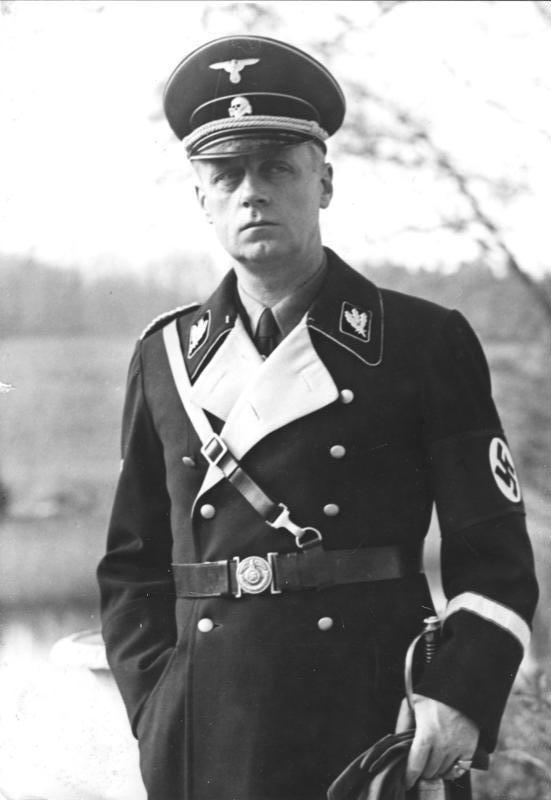
Von Ribbentrop in uniforme delle SS

Von Ribbentrop incontrò Adolf Hitler nell'autunno del 1929 e tre anni più tardi, nel 1932, aderì al NSDAP  (Partito Nazionalsocialista Tedesco dei Lavoratori) ; un'amicizia in tempo di guerra con il vicecancelliere Franz von Papen gli diede accesso a Hitler, a cui Ribbentrop si strinse favore. Ciò ha reso Ribbentrop particolarmente impopolare con la "vecchia brigata" dell'NSDAP, che lo considerava un cingolato e un imbroglione. Göring, ad esempio, lo ha descritto come uno "sporco piccolo venditore ambulante di champagne". In poco tempo divenne Colonnello delle Schutzstaffel (SS), membro del Reichstag e principale consigliere di Hitler in politica estera. Venne incaricato di creare un ministero segreto per controllare e sostituire quello ufficiale tedesco, della Repubblica di Weimar; uno dei sui compiti era quello di propagandare l'ideologia nazista negli ambienti economici dei paesi democratici. Nel 1933 Adolf Hitler, dopo che il partito nazista vinse le elezioni, divenne il Cancelliere del Reich e nel 1934, dopo la morte di Paul von Hindenburg, si proclamò Führer, in quanto sia capo del governo sia capo di Stato. Nel frattempo che Hitler acquisiva tutti i poteri della Germania, Ribbentrop era diventato l'agente principale di Hitler all'estero, negoziando con Regno Unito, Francia, Cina e Giappone. Nel 1935 von Ribbentrop riuscì a concludere, come inviato straordinario, l'accordo navale con il Regno Unito, che di fatto consentì al Reich di dotarsi di una moderna flotta di sommergibili , e, l'anno seguente, l'11 agosto 1936 divenne ambasciatore nel Regno Unito dove si recò con il proposito di stringere un'alleanza. Convintosi ben presto che il Regno Unito non avrebbe mai appoggiato l'espansione tedesca nell'Oriente europeo, ma che al contrario si sarebbe opposti ai disegni del Terzo Reich, l'ambasciatore valutò comunque che esso non sarebbe entrato in guerra in caso di rapidi mutamenti territoriali in Europa centrale, valutazioni, che ebbero grande peso sulle decisioni prese da Hitler tra il 1938 e il 1939. 

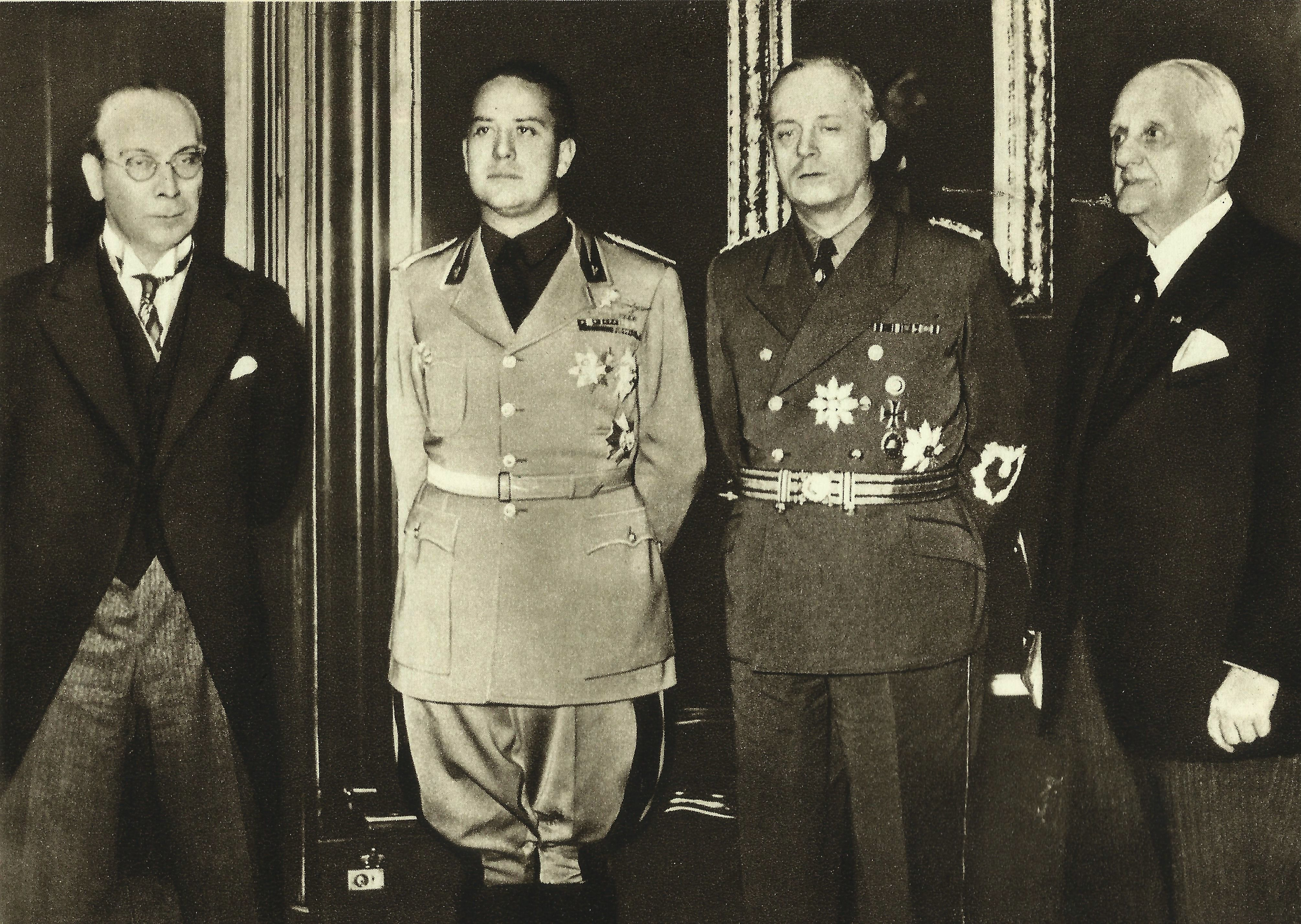
Ribbentrop secondo da destra, alla sua destra il suo omologo, Galeazzo Ciano

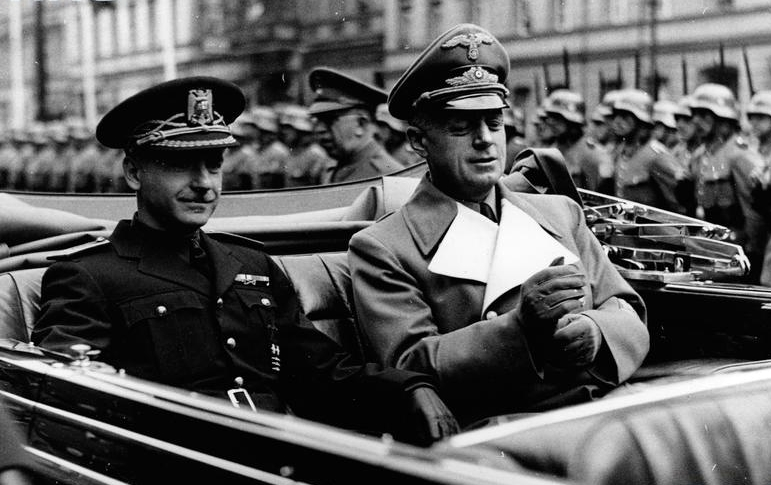
Von Ribbentrop e Ramón Serrano Suñer, ministro degli esteri spagnolo

Il 4 febbraio 1938 venne nominato Ministro degli esteri della Germania nazista al posto di Konstantin von Neurath. Il nuovo ministro pose le basi diplomatiche della politica espansionista di Hitler, al quale rimase legato fino all'ultimo. Nel maggio 1939, dopo lunghi negoziati, riuscì a concludere il Patto d'Acciaio con l'Italia, firmato dallo stesso Ribbentrop e dal suo omonimo italiano, Galeazzo Ciano. Nell'agosto dello stesso anno firmò con Vjačeslav Michajlovič Molotov, ministro degli esteri dell'Unione Sovietica, il Patto Molotov-Ribbentrop, un patto di non aggressione tedesco-sovietico, accompagnato dal protocollo segreto che divideva l'Europa orientale in due sfere d'influenza. Nonostante i precedenti attriti e le divergenze ideologiche fra i due regimi, l'impresa riuscì e la notte del 24 agosto, il giorno successivo alla partenza di Ribbentrop per Mosca ,  il ministro degli esteri sovietico Molotov firmò il trattato. Nel settembre 1940, siglò il Patto Tripartito, che legava la Germania, l'Italia e il Giappone. Nel settembre del 1939, le truppe tedesche invasero la Polonia iniziando la seconda guerra mondiale. Al compimento del suo cinquantesimo compleanno, i suoi più stretti collaboratori gli regalarono uno scrigno con delle pietre incastonate, all'interno del quale avevano intenzione di mettere le copie degli accordi internazionali stipulati dal Ministro, ma al momento della consegna del regalo si resero conto che buona parte di quei documenti erano ormai carta straccia, perché erano pochissimi i patti che nel frattempo la Germania non avesse spezzato . Ribbentrop rimase ministro degli esteri durante la seconda guerra mondiale, sebbene la sua influenza fosse del tutto scomparsa alla fine del 1944. 

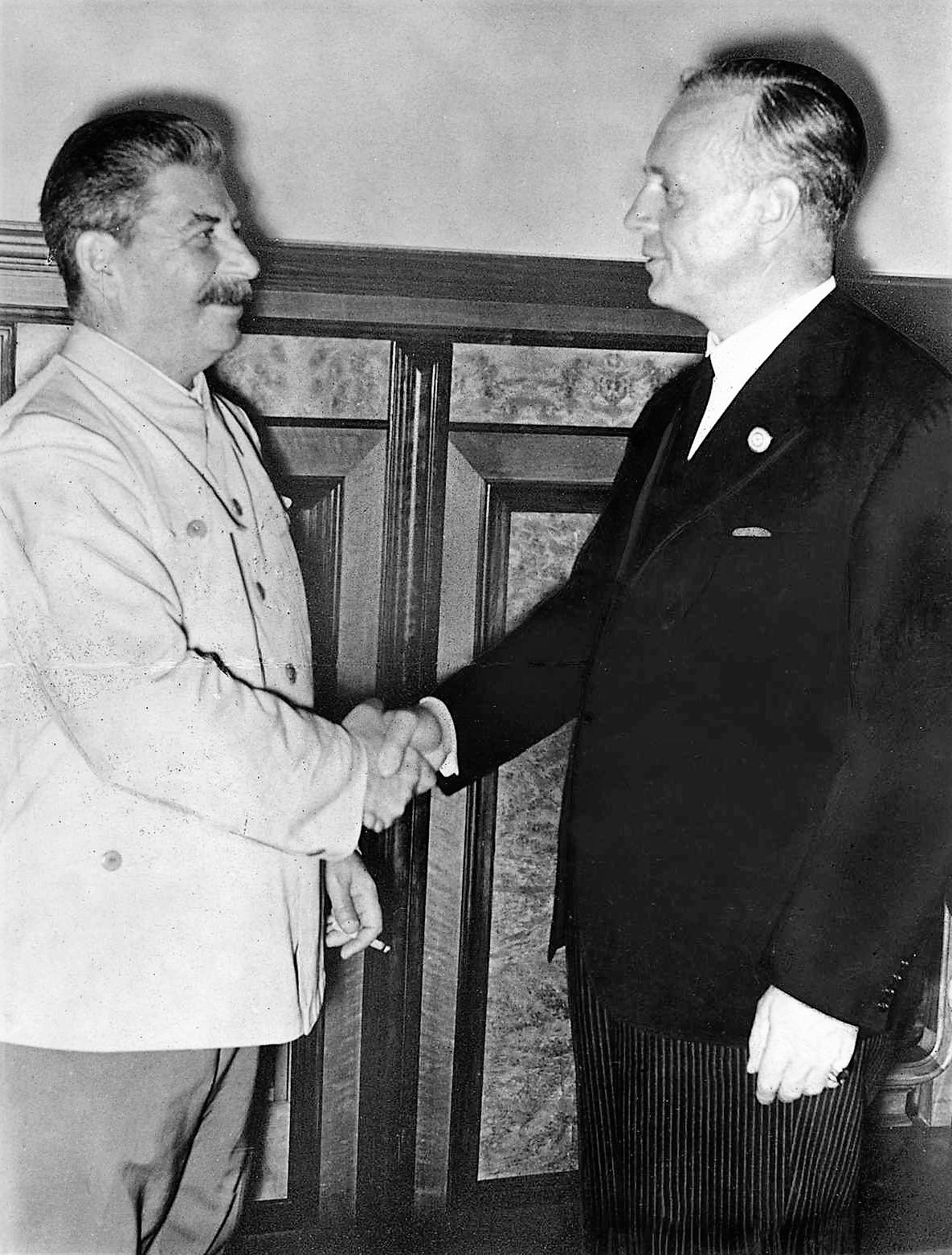
Von Ribbentrop e Stalin in occasione della firma del patto di non aggressione

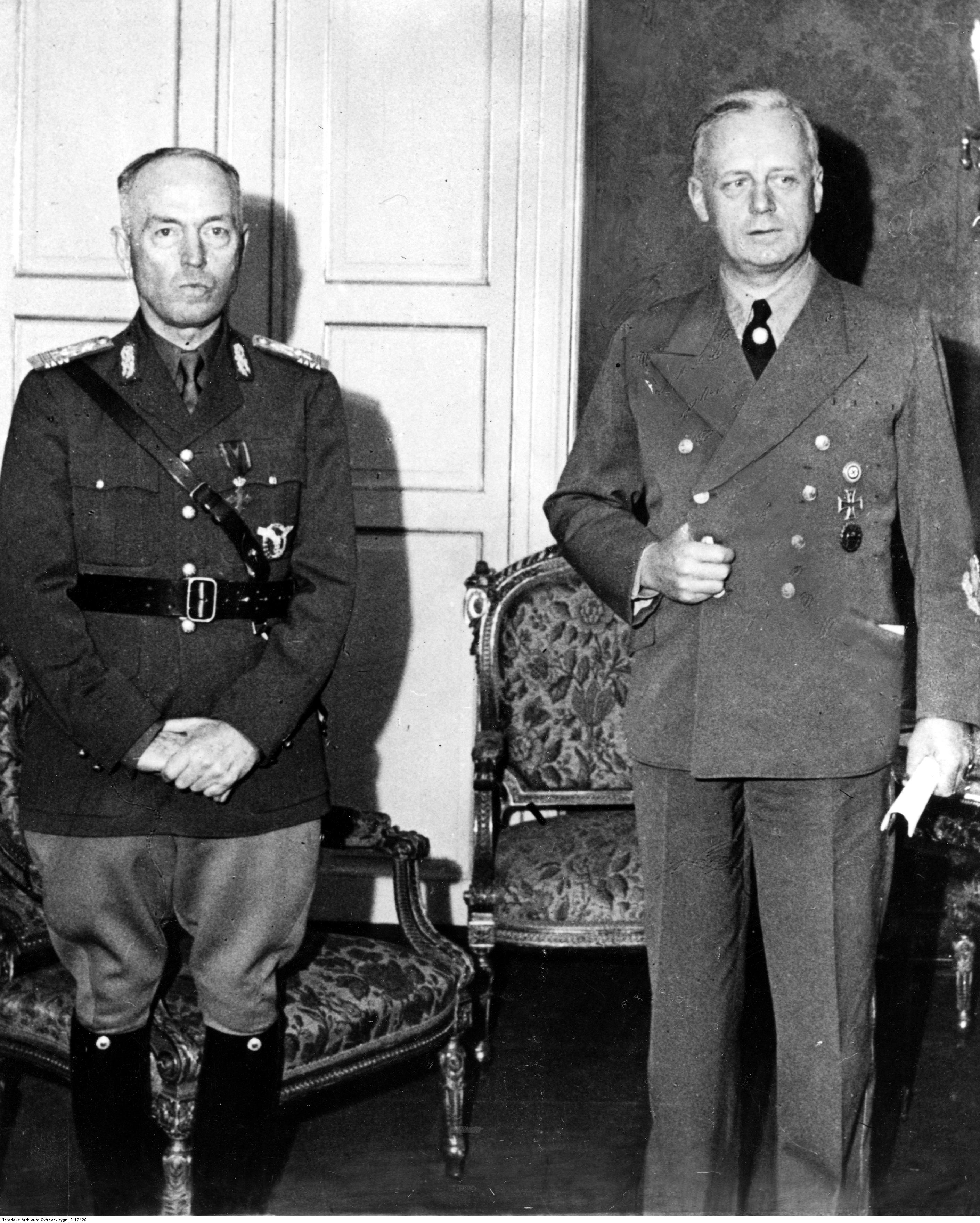
Von Ribbentrop e Ion Antonescu

Il ministro degli esteri venne messo da parte, e da quel momento la sua figura servirà solo per apporre firme su documenti e trattati stipulati con Paesi vassalli come Bulgaria, Ungheria o Romania, che finirono per allearsi e scendere in guerra al fianco del Terzo Reich, non solo per personale convinzione ma anche per forti pressioni da parte di Berlino. Nel 1941 nacque all'interno del ministero un ufficio creato dalle SS: l'Abteilung Deutschland (Ufficio Germania), divenuto poi Inland alla cui direzione Ribbentrop pose il suo amico Martin Bormann. L'Inland aveva il compito di occuparsi della cosiddetta "questione ebraica". Proprio da questo ufficio, o meglio dalla sezione III, nacque il Piano Madagascar, ideato da Franz Rademacher per l'ipotetica deportazione degli ebrei europei nell'isola africana. Successivamente questo ufficio si preoccupò di inviare alle ambasciate e ai consolati tedeschi le istruzioni per l'attuazione delle misure di deportazione. Dopo la sconfitta della Germania nella battaglia d'Inghilterra nell'autunno del 1940 e la non disponibilità di Ribbentrop a gestire in prima persona tale piano, si decise di abbandonarlo e di trasferire invece gli ebrei a est. Il coinvolgimento di Ribbentrop nel piano di deportazione e sterminio degli ebrei fu a questo punto inequivocabile .

### Cattura e morte

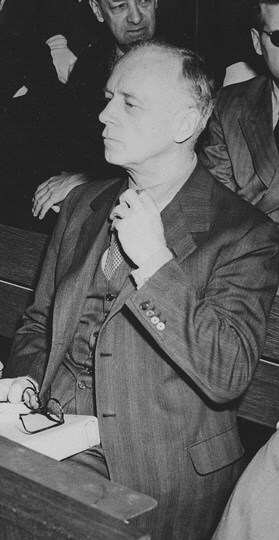
Joachim von Ribbentrop durante il processo di Norimberga, nel 1946

Con la disfatta della Germania nazista e il suicidio di Adolf Hitler il 30 aprile 1945, Ribbentrop ricevette l'incarico dall'ammiraglio Karl Dönitz di far parte del nuovo governo della Germania, ma decise di darsi alla macchia. Il suo intento era quello di sfruttare le sue conoscenze diplomatiche per cercare di fuggire in Sud America, operazione che riuscirà a parecchi nazisti in quel periodo così convulso. Ribbentrop, però, non riuscì a fuggire e il 14 giugno 1945, nei pressi di Amburgo, cadde nelle mani degli inglesi, dopo aver cercato di nascondere la propria identità con uno pseudonimo . In carcere gli venne requisita una capsula di cianuro nascosta in un dente. Fu quindi trasferito al Campo Ashcan e il 10 agosto del 1945 portato assieme agli altri prigionieri a Norimberga. Egli fu uno dei personaggi di spicco tra gli accusati al processo di Norimberga, dove fu giudicato colpevole di tutti e quattro i capi di accusa rivoltigli: cospirazione contro la pace, atti di aggressione, crimini di guerra, crimini contro l'umanità e violazione della convenzione di Ginevra. Definito "volgare assassino" dal procuratore capo Shawcross , fu condannato a morte. Non mostrò alcun pentimento per le conseguenze delle sue azioni. La sua ultima dichiarazione al processo lo testimonia: «L'unica cosa della quale mi considero colpevole, davanti al mio popolo e non davanti a questo Tribunale, è di non essere riuscito nei miei scopi politici».

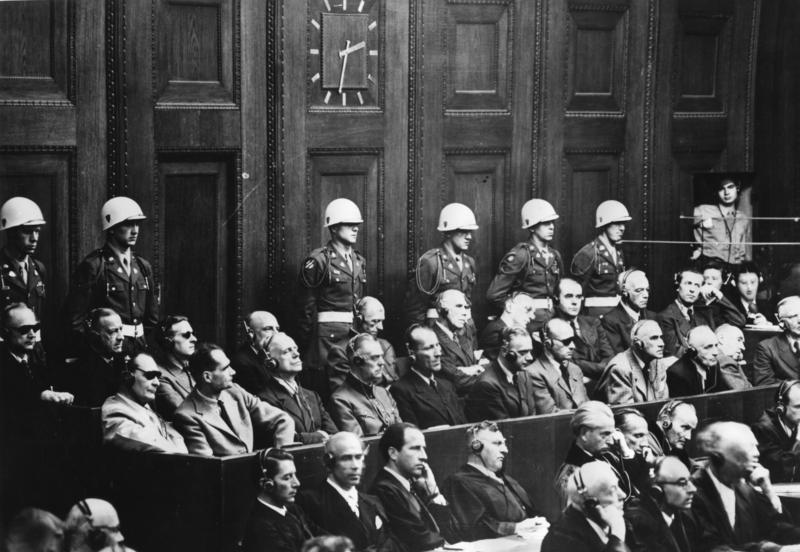
Al processo di Norimberga del 1946, diversa angolazione fotografica

La pena venne regolarmente eseguita il 16 ottobre 1946. Poiché Göring si era tolto la vita prima di salire sul patibolo, Ribbentrop fu il primo a venire giustiziato tramite impiccagione . Le sue ultime parole furono: «Dio protegga la Germania. Il mio ultimo desiderio è che la Germania realizzi il proprio destino e venga raggiunto un accordo fra l'est e l'ovest. Spero che vi sia la pace nel mondo». Dopo l'esecuzione, il suo corpo venne cremato nel Cimitero Est di Monaco di Baviera e le ceneri, insieme alle ceneri di altri 10 imputati, vennero sparse nel Wenzbach, un affluente del fiume Isar, nella medesima città. Joachim von Ribbentrop nel test del QI, fatto dallo psicologo Gustave Gilbert sui principali accusati al processo di Norimberga, ottenne un punteggio pari a 129 . Da alcuni fu definito: "il boia con la feluca", "diplomatico senza scrupoli"  - da Galeazzo Ciano: "vanitoso, frivolo e loquace". Benito Mussolini disse di lui: "Bastava guardargli la testa per capire che aveva poco cervello". Da Hermann Göring: "primo pappagallo di Germania", "stupido e borioso come un pavone", "quel pazzo criminale". In carcere scrisse le sue memorie, Zwischen London und Moskau (post., 1953) .